# El Coyol, Cosamaloapan de Carpio
El Coyol är en ort i Mexiko.   Den ligger i kommunen Cosamaloapan de Carpio och delstaten Veracruz, i den sydöstra delen av landet, 400 km öster om huvudstaden Mexico City. El Coyol ligger 20 meter över havet och antalet invånare är 495.
Terrängen runt El Coyol är mycket platt. Runt El Coyol är det ganska tätbefolkat, med 65 invånare per kvadratkilometer. Närmaste större samhälle är Otatitlán, 9,1 km söder om El Coyol. Trakten runt El Coyol består till största delen av jordbruksmark.